# Montalembert (Deux-Sèvres)
Montalembert korábbi község Franciaország Új-Aquitania régiójában, Deux-Sèvres megyében. 2025. január 1-jén négy másik korábbi községgel egyesült és az így létrejött Sauzé-entre-Bois új község része lett.
Lakosainak száma 298 fő (2022. január 1.). Montalembert Les Adjots, Londigny, Saint-Martin-du-Clocher, Limalonges, Voulême és Val-de-Comporté községekkel határos.

## Népesség
A település népességének változása:
| Lakosok száma | 263  | 273  | 290  | 302  | 308  | 309  | 311  | 304  | 298  |
|               | 2013 | 2015 | 2016 | 2017 | 2018 | 2019 | 2020 | 2021 | 2022 |